# Masters de Roma 2016
El Internazionali BNL d'Italia de 2016 (también conocido en inglés como 2016 Italian Open) fue un torneo de tenis que se jugó en canchas de arcilla al aire libre en el Foro Itálico de Roma (Italia). Fue la 73.ª edición del Abierto de Italia y se clasificó como un ATP Masters 1000 y WTA Premier 5. Se llevó a cabo del 9 al 15 de mayo de 2016.

## Puntos y premios en efectivo

### Distribución de puntos
| Evento                 | G    | F   | SF  | CF  | Ronda de 16 | Ronda de 32 | Ronda de 64 | Q  | Q2 | Q1 |
| Individuales masculino | 1000 | 600 | 360 | 180 | 90          | 45          | 10          | 25 | 16 | 0  |
| Dobles masculino       | 1000 | 600 | 360 | 180 | 90          | 0           | —           | —  | —  | —  |
| Individuales femenino  | 900  | 585 | 350 | 190 | 105         | 60          | 1           | 30 | 20 | 1  |
| Dobles femenino        | 900  | 585 | 350 | 190 | 105         | 1           | —           | —  | —  | —  |

### Premios en efectivo
| Evento                 | G         | F         | SF        | CF       | Ronda de 16 | Ronda de 32 | Ronda de 64 | Q2      | Q1      |
| Individuales masculino | 717.315 € | 351.715 € | 177.015 € | 90.010 € | 46.740 €    | 24.640 €    | 13.305 €    | 3.065 € | 1.565 € |
| Individuales femenino  | 432.100 € | 215.950 € | 107.860 € | 49.680 € | 24.630 €    | 12.645 €    | 6.500 €     | 3.620 € | 1.860 € |
| Dobles masculino       | 222.150 € | 108.750 € | 54.550 €  | 28.000 € | 14.470 €    | 7.640 €     | —           | —       | —       |
| Dobles femenino        | 123.700 € | 62.470 €  | 30.920 €  | 15.565 € | 7.860 €     | 3.895 €     | —           | —       | —       |

## Cabezas de serie

### Individual masculino
Los cabezas de serie están establecidos según el ranking del 2 de mayo de 2016. 
| Semb. | Rk. | Jugador            | Puntos antes | Puntos que defender | Puntos ganados | Puntos después | Actuación en el Torneo                           |
| ----- | --- | ------------------ | ------------ | ------------------- | -------------- | -------------- | ------------------------------------------------ |
| 1     | 1   | Novak Djokovic     | 15550        | 1000                | 600            | 15150          | Final, perdió ante Andy Murray [2]               |
| 2     | 2   | Andy Murray        | 7925         | 90                  | 1000           | 8835           | Final, venció a Novak Djokovic [1]               |
| 3     | 3   | Roger Federer      | 7535         | 600                 | 90             | 7025           | Tercera ronda, perdió ante Dominic Thiem [13]    |
| 4     | 4   | Stanislas Wawrinka | 6460         | 360                 | 90             | 6190           | Tercera ronda, perdió ante Juan Mónaco [PR]      |
| 5     | 5   | Rafael Nadal       | 5915         | 180                 | 180            | 5915           | Cuartos de final, perdió ante Novak Djokovic [1] |
| 6     | 6   | Kei Nishikori      | 4290         | 180                 | 360            | 4470           | Semifinales, perdió ante Novak Djokovic [1]      |
| 8*    | 8   | Tomáš Berdych      | 3120         | 180                 | 90             | 3030           | Tercera ronda, perdió ante David Goffin [12]     |
| 9     | 9   | David Ferrer       | 3010         | 360                 | 90             | 2740           | Tercera ronda, perdió ante Lucas Pouille [LL]    |
| 10    | 10  | Milos Raonic       | 2740         | 0                   | 45             | 2785           | Segunda ronda, perdió ante Nick Kyrgios          |
| 11    | 12  | Richard Gasquet    | 2635         | 45                  | 90             | 2680           | Tercera ronda, perdió ante Kei Nishikori [6]     |
| 12    | 13  | David Goffin       | 2605         | 180                 | 180            | 2605           | Cuartos de final, perdió ante Andy Murray [2]    |
| 13    | 14  | Dominic Thiem      | 2480         | 90                  | 180            | 2570           | Cuartos de final vs Kei Nishikori [6]            |
| 14    | 15  | Gaël Monfils       | 2460         | 0                   | 10             | 2470           | Primera ronda, perdió ante Thomaz Bellucci       |
| 15    | 17  | Roberto Bautista   | 2015         | 45                  | 45             | 2015           | Segunda ronda, perdió ante Jérémy Chardy         |
| 16    | 19  | Kevin Anderson     | 1840         | 90                  | 45             | 1795           | Segunda ronda, perdió ante Juan Mónaco [PR]      |

*Tomáš Berdych sería el cabeza de serie n.º 7 si es que Jo-Wilfried Tsonga se hubiera retirado del torneo días antes al sorteo del cuadro Masculino; por eso conserva el n.º 8.

### Bajas masculinas
| Ranking | Jugador            | Puntos antes | Puntos por defender | Puntos ganados | Puntos después | Baja debido a        |
| ------- | ------------------ | ------------ | ------------------- | -------------- | -------------- | -------------------- |
| 7       | Jo-Wilfried Tsonga | 3400         | 45                  | 0              | 3355           | Distensión muscular  |
| 11      | Marin Čilić        | 2680         | 10                  | 0              | 2670           | Lesión en la rodilla |

### Dobles masculino
| Tenistas                            | Ranking | Preclasificado |
| Pierre-Hugues Herbert Nicolas Mahut | 7       | 1              |
| Ivan Dodig Marcelo Melo             | 11      | 2              |
| Jean-Julien Rojer Horia Tecău       | 11      | 3              |
| Jamie Murray Bruno Soares           | 11      | 4              |
| Bob Bryan Mike Bryan                | 15      | 5              |
| Rohan Bopanna Florin Mergea         | 24      | 6              |
| Alexander Peya Nenad Zimonjić       | 40      | 7              |
| Vasek Pospisil Jack Sock            | 42      | 8              |

### Individual femenino
Las sembradas están establecidos según el ranking del 2 de mayo de 2016.
| Semb. | Rk. | Jugador             | Puntos antes | Puntos que defender | Puntos ganados | Puntos después | Actuación en el Torneo                             |
| ----- | --- | ------------------- | ------------ | ------------------- | -------------- | -------------- | -------------------------------------------------- |
| 1     | 1   | Serena Williams     | 8625         | 105                 | 900            | 9420           | Campeona, venció a Madison Keys                    |
| 2     | 3   | Angelique Kerber    | 5740         | 60                  | 60             | 5740           | Segunda ronda, perdió ante Eugénie Bouchard        |
| 3     | 4   | Garbiñe Muguruza    | 4847         | 0                   | 350            | 5197           | Semifinales, perdió ante Madison Keys              |
| 4     | 5   | Victoria Azarenka   | 4530         | 190                 | 60             | 4400           | Segunda ronda, perdió ante Irina-Camelia Begu      |
| 5     | 6   | Petra Kvitová       | 3947         | 190                 | 60             | 3817           | Segunda ronda, perdió ante Madison Keys            |
| 6     | 7   | Simona Halep        | 3660         | 350                 | 60             | 3370           | Segunda ronda, perdió ante Daria Gavrilova         |
| 7     | 8   | Roberta Vinci       | 3615         | 1                   | 60             | 3674           | Segunda ronda, perdió ante Johanna Konta           |
| 8     | 11  | Carla Suárez        | 3160         | 585                 | 105            | 2680           | Tercera ronda, perdió ante Timea Bacsinszky [11]   |
| 9     | 12  | Svetlana Kuznetsova | 3090         | 0                   | 190            | 3180           | Cuartos de final, perdió ante Serena Williams [1]  |
| 10    | 13  | Lucie Šafářová      | 2993         | 60                  | 60             | 2993           | Segunda ronda, perdió ante Misaki Doi              |
| 11    | 15  | Timea Bacsinszky    | 2955         | 105                 | 190            | 3040           | Cuartos de final, perdió ante Garbiñe Muguruza [3] |
| 12    | 16  | Venus Williams      | 2941         | 105                 | 60             | 2896           | Segunda ronda, perdió ante Timea Babos             |
| 13    | 17  | Ana Ivanović        | 2585         | 60                  | 60             | 2585           | Segunda ronda, perdió ante Christina McHale [Q]    |
| 14    | 18  | Sara Errani         | 2505         | 60                  | 1              | 2446           | Primera ronda, perdió ante Heather Watson [Q]      |
| 15    | 19  | Elina Svitolina     | 2475         | 60                  | 1              | 2416           | Primera ronda, perdió ante Mónica Puig [Q]         |
| 16    | 20  | Karolína Plíšková   | 2420         | 1                   | 1              | 2420           | Primera ronda, perdió ante Daria Kasátkina         |

### Dobles femenino
| Tenista                              | Ranking | Preclasificada |
| Martina Hingis Sania Mirza           | 2       | 1              |
| Bethanie Mattek-Sands Lucie Šafářová | 8       | 2              |
| Tímea Babos Yaroslava Shvédova       | 16      | 3              |
| Andrea Hlaváčková Lucie Hradecká     | 21      | 4              |
| Caroline Garcia Kristina Mladenovic  | 22      | 5              |
| Yung-Jan Chan Anna-Lena Grönefeld    | 34      | 6              |
| Yekaterina Makárova Yelena Vesniná   | 39      | 7              |
| Julia Görges Karolína Plíšková       | 40      | 8              |

## Campeones

### Individuales masculinos
Andy Murray venció a  Novak Djokovic por 6-3, 6-3

### Individuales femeninos
Serena Williams venció a  Madison Keys por 7-6(5), 6-3

### Dobles masculinos
Bob Bryan /  Mike Bryan vencieron a  Vasek Pospisil /  Jack Sock por 2-6, 6-3, [10-7]

### Dobles femeninos
Martina Hingis /  Sania Mirza vencieron a  Yekaterina Makárova /  Yelena Vesniná por 6-1, 6-7(5), [10-3]